# Уимангильо
Уиманги́льо (исп. Huimanguillo) — город в Мексике, в штате Табаско, входит в состав одноимённого муниципалитета и является его административным центром. Численность населения, по данным переписи 2020 года, составила 27 182 человека.

## Общие сведения
Название Huimanguillo происходит от слов языка науатль: Uei-man-co, что можно перевести как: место главного вождя.
Первое упоминание о поселении относится к 1579 году, Мельчор Альфаро в своей книге «Историко-географическое описание провинции Табаско» упоминает о энкомьенде под управлением Теодора Мануэля, жители которой платят подати.
В 1847 году Уимангильо получил статус города.
Он расположен на федеральной трассе 187 в 67 км к юго-западу от столицы штата, города Вильяэрмоса.

## Население
| Год  | Численность | Численность |
| ---- | ----------- | ----------- |
| 2000 | 24 654      | [ 6 ]       |
| 2005 | 26 402      | [ 7 ]       |
| 2010 | 27 344      | [ 8 ]       |
| 2020 | 27 182      | [ 9 ]       |